# Šromák
Písník Šromák někdy nazývaný též Zámlýní je vodní plocha vzniklá po těžbě štěrkopísku o rozloze asi 4,3 ha, zhruba obdélníkovitého tvaru, nalézající se na severovýchodním okraji města Borohrádek v okrese Rychnov nad Kněžnou u silnice I/36 vedoucí z Borohrádku do obce Čestice. 
Rybník je využíván pro sportovní rybolov a v létě pro koupání.

## Galerie

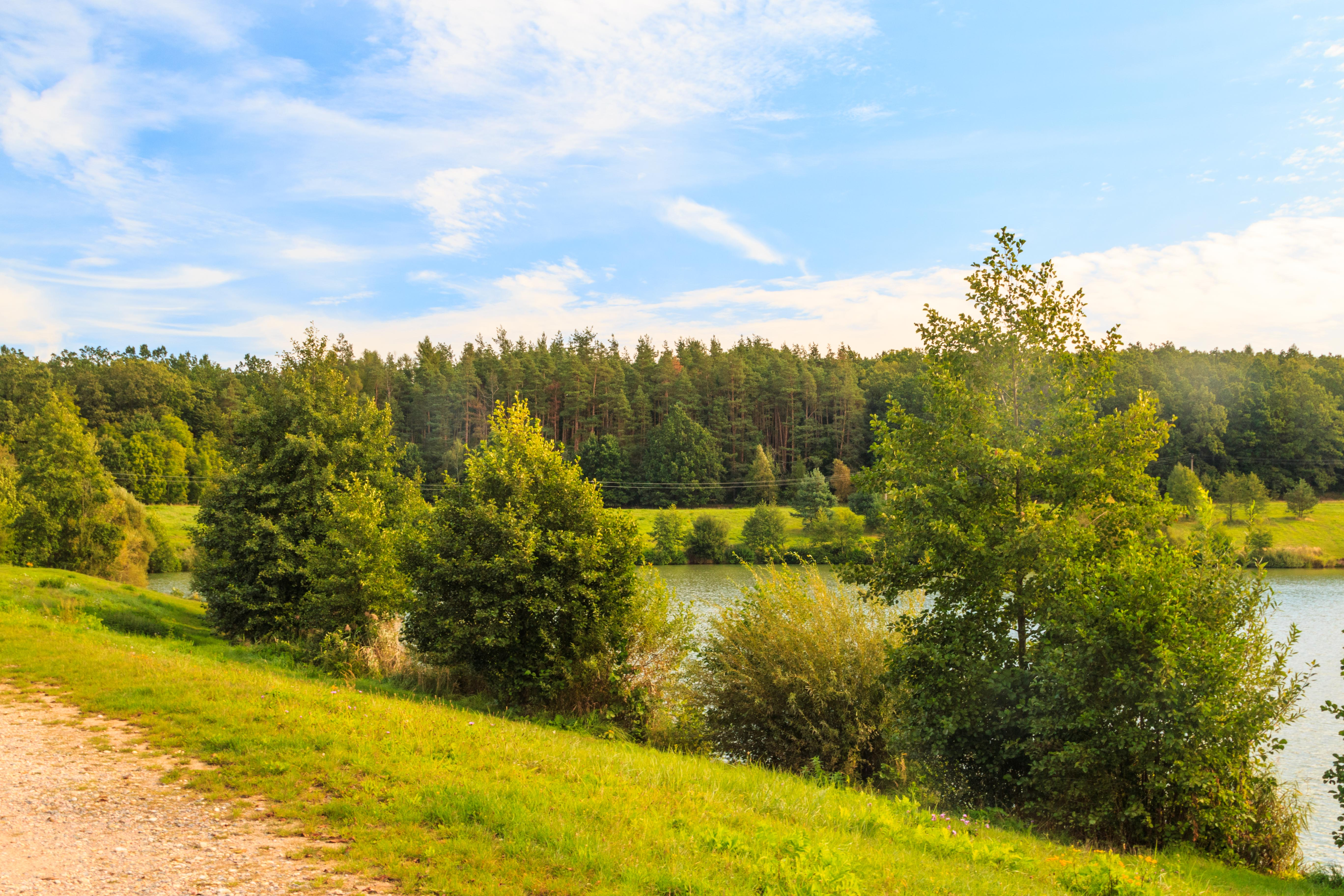
pohled na písník Šromák u Borohrádku
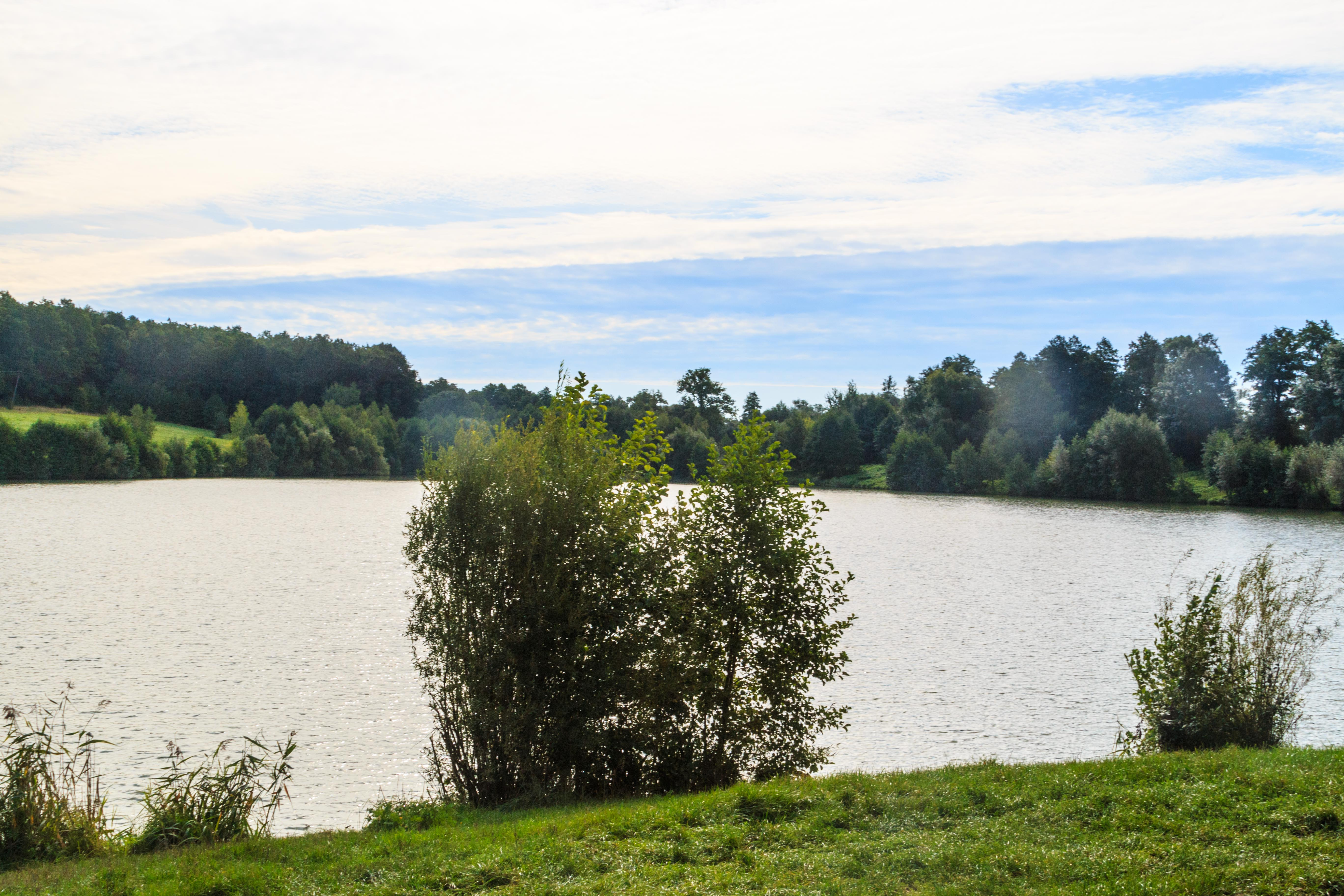
pohled na písník Šromák u Borohrádku
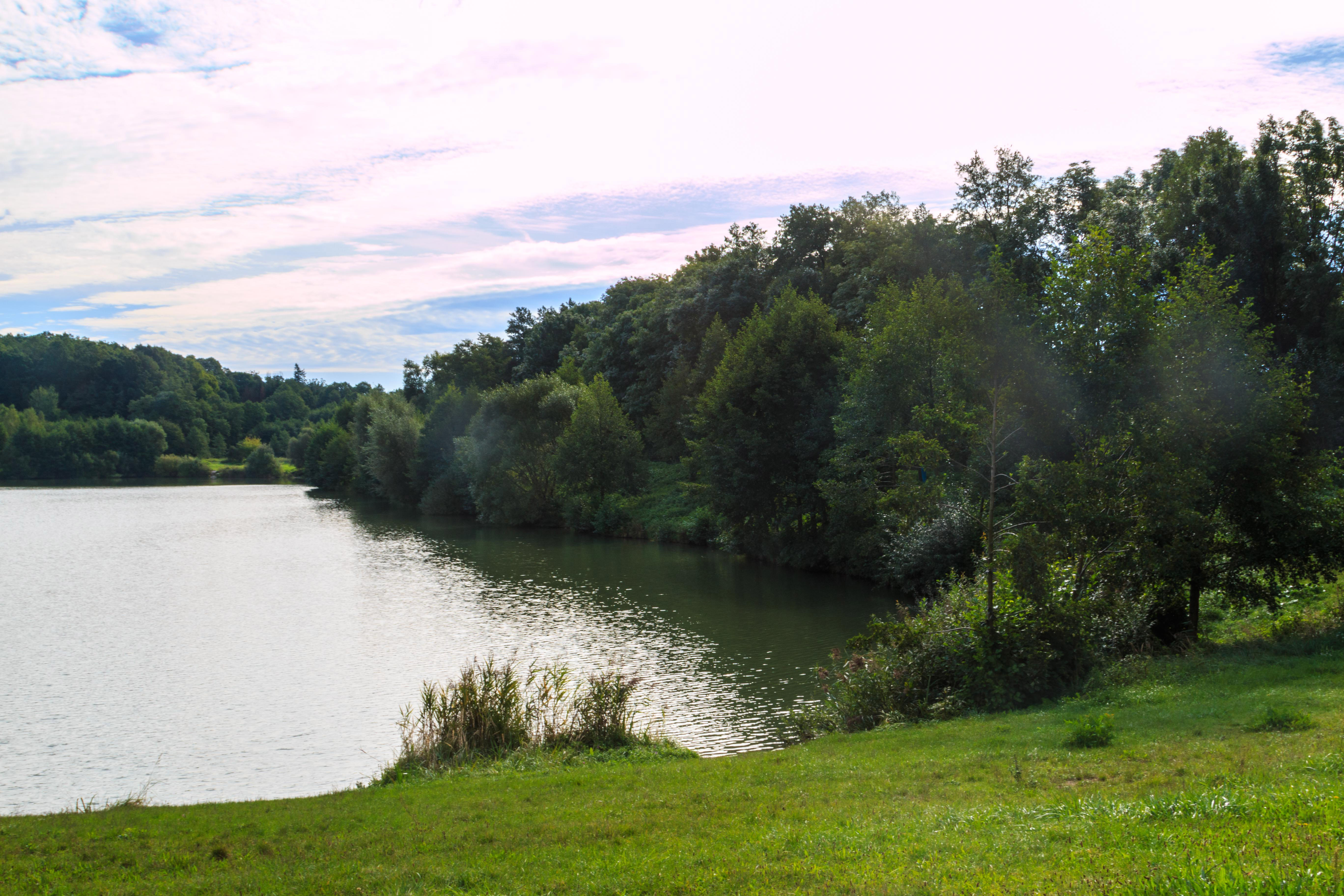
pohled na písník Šromák u Borohrádku